# Мілунка Савич
Мілунка Савич-Глігоревич (серб. Милунка Савић–Глигоревић; нар. 24 червня 1890, Копрівніца — пом. 5 жовтня 1973, Белград) — сербська героїня Балканських війн та Першої світової війни, наредник (сержант) 2-го Залізного піхотного полку імені князя Михайла армії Королівства Сербія, кавалер п'яти орденів (Сербії, Франції, Англії, Росії). Володарка найбільшої кількості нагород серед військовослужбовиць Сербії. Одна з найвідоміших воячок на фронтах Першої світової війни. Поранена в боях як мінімум 9 разів, за видатну хоробрість прозвана французами «Сербською Жанною д'Арк».

## Біографія

### Ранні роки
Датою народження Мілунки Савич вважається 24 червня 1890, хоча в її особовій справі у військових архівах вказується інша — 28 червня 1892. Місце народження — село Копрівніца близько Йошаничка-Лазні (нині громада Нові-Пазар, Сербія). Батьки: Данінца і Раденко Савіч. Мала молодших сестер Міону і Славку та брата Мілана. Хоча виросла вродливою, про шлюб Мілунка не думала.

### Балканські війни
Після того, як у 1912 році був виданий Указ про мобілізацію з 30 вересня по 3 жовтня, 22-літня Савич за власним бажанням вирушила на призовний пункт в Белграді і зареєструвалася під ім'ям Мілун Савич. В обох Балканських війнах 1912 і 1913 років воювала під чоловічим псевдонімом. Через рік, коли поранена в битві на річці Брегальніці Савич потрапила в шпиталь, лікарі викрили її стать. Савич викликали до командира для пояснень. Командування не виявляло особливого бажання карати воячку, оскільки вона не порушувала військовий статут і боролася пліч-о-пліч з чоловіками в сербській армії, не поступаючись їм. Їй запропонували перевестися в санітарки чи сестри милосердя, проте Савич відмовилася і сказала, що хоче битися на передовій. Командир заявив, що подумає і завтра прийме рішення, у відповідь на що Савич заявила про готовність чекати відповіді протягом будь-якого часу. Через годину командир повернувся з дозволом її продовжити службу в піхоті.

### Перша світова війна

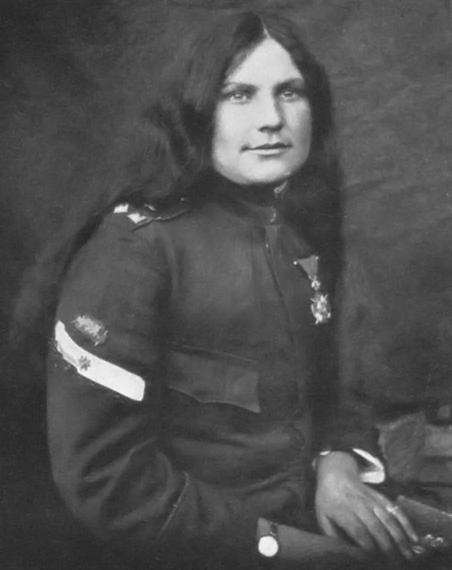
Мілунка Савич з орденом Зірки Карагеоргія

Мілунка Савич в 1914 році записалася в сербську армію вже доброволицею. У Першу світову служила в 2-му Залізному піхотному полку імені князя Михайло. У тому ж полку билася доброволиця Флора Сандес, шотландка за походженням. Савич брала участь у Колубарській битві як «бомбаш» (гренадер), проявила відвагу і була нагороджена орденом Зірки Карагеоргія з мечами. Восени 1915 року в Македонії важко поранена в голову і відправлена до шпиталю в Албанії. Через кілька місяців повернулася на фронт, де продовжила воювати влітку і восени 1916 року. Під час битви при Каймакчалані в районі Чорної річки Залізний полк воював у складі 122-ї французької колоніальної дивізії: Савич тоді взяла в полон відразу 23 болгарських солдата. За свою звитягу у війні була нагороджена французьким Орденом почесного легіону (офіцер) та французьким Військовим хрестом із золотою пальмою (єдина жінка-військовослужбовиця у світі — кавалер французького Військового хреста Першої світової), сербською медаллю Мілоша Обіліча «За хоробрість», британським орденом Святого Михайла і Святого Георгія 3-го ступеня та російським Георгіївським хрестом 4-го ступеня.

### Забуття в міжвоєнні роки
Після війни Мілунка Савич працювала в Боснії кухаркою, медсестрою і швачкою на текстильній фабриці, де шили військове обмундирування. У 1922 році одружилася з уродженцем Мостара Велько Глігоревічем, молодшим на 8 років. Народила дочку Мілену і вдочерила ще трьох: Мілку, знайдену на залізничній станції в Сталаче, Радмілу-Вишню (1921—2004), свою племінницю, та Зорку, взяту з дитячого будинку в Далмації, хвору на менінгіт. Чоловік, який працював на пошті, невдовзі переїхав в Баню-Луку і кинув Мілунку з дітьми.
На початку 1920-х Савич за військові заслуги отримала землю в селі Степановічево недалеко від Нового-Саду, де з сестрою Славкою побудувала будинок і стала займатися хліборобством. Там їй доводилося самотужки виховувати дітей у відсутності чоловіка. Пізніше у пошуках кращого життя вирушила з дочками до Белграду шукати роботу. У 1929 році влаштувалась прибиральницею в кабінеті директора банку Hipotekarna Banka, де пропрацювала більшу частину життя. Про Мілунку Савич та її військові заслуги в Югославії фактично ніхто не згадував, військову пенсію вона не отримувала. Пропозицію переїхати у Францію і отримувати там пенсію відхилила, залишившись жити у Белграді. Всього Савич виростила 30 названих дітей. Втім, її запрошували за кордон на різні ювілеї, військові урочистості та заходи в пам'ять загиблих солдатів. На зустрічі з товаришами по службі Мілунка з'явилася в народному костюмі шумадійских сербів та всіх своїх орденах і медалях.

### Друга світова і подальша життя
Під час Другої світової війни Мілунка Савич керувала невеликим польовим шпиталем у Вождоваце, де лікувала поранених. Після окупації Сербії запрошена на урочисту вечерю у Мілана Недича, де був запрошений і німецький генералітет. Савич відхилила пропозицію, проте хтось з офіцерів проговорився, що чув про сербську жінку, яка билася проти Троїстого союзу у Першій світовій війні. Савич відразу ж заарештувала окупаційна поліція і відправила в концтабір Баніца, де вона пробула близько року.
Після визволення Югославії та встановлення соціалістичної влади Савич нарешті за законом стала отримувати пенсію. Вона продовжила жити у своєму будинку в Вождоваце в оточенні онуків і по сусідству з ветеранами воєн (наприкінці 1950-х рідна донька Мілена поїхала працювати в шпиталь). Будинок руйнувався, що викликало занепокоєння і в Савич, і у її знайомих. На зустрічі з учасниками Народно-визвольної війни Югославії Савич розповіла про свої подвиги, чим вразила і рядових солдатів, і вищий командний склад. Дізнавшись про її тяжке становище, військові стали вимагати від влади надати ветеранці пристойніший будинок. Тиск преси був настільки сильним, що в 1972 році Белградське міське зібрання змушене було виділити їй квартиру в будинку на 4-му поверсі, в якому, однак, не було ліфта. Будинок розташовувався у кварталі Братів Ерковіч.

## Нагороди
Мілунка Савич є власницею найбільшої кількості нагород серед жінок часів Першої світової війни. З них відомі наступні:

### Вітчизняні
- Золотий королівський Орден Зірки Карагеоргія з мечами (1917)
- Золота медаль Мілоша Обіліча «За хоробрість»
- Пам'ятна медаль визволення і об'єднання
- Албанська пам'ятна медаль

### Іноземні нагороди
- Національний Орден Почесного легіону IV і V ступеня
- Військовий хрест 1914—1918 із золотою пальмою

## Пам'ять

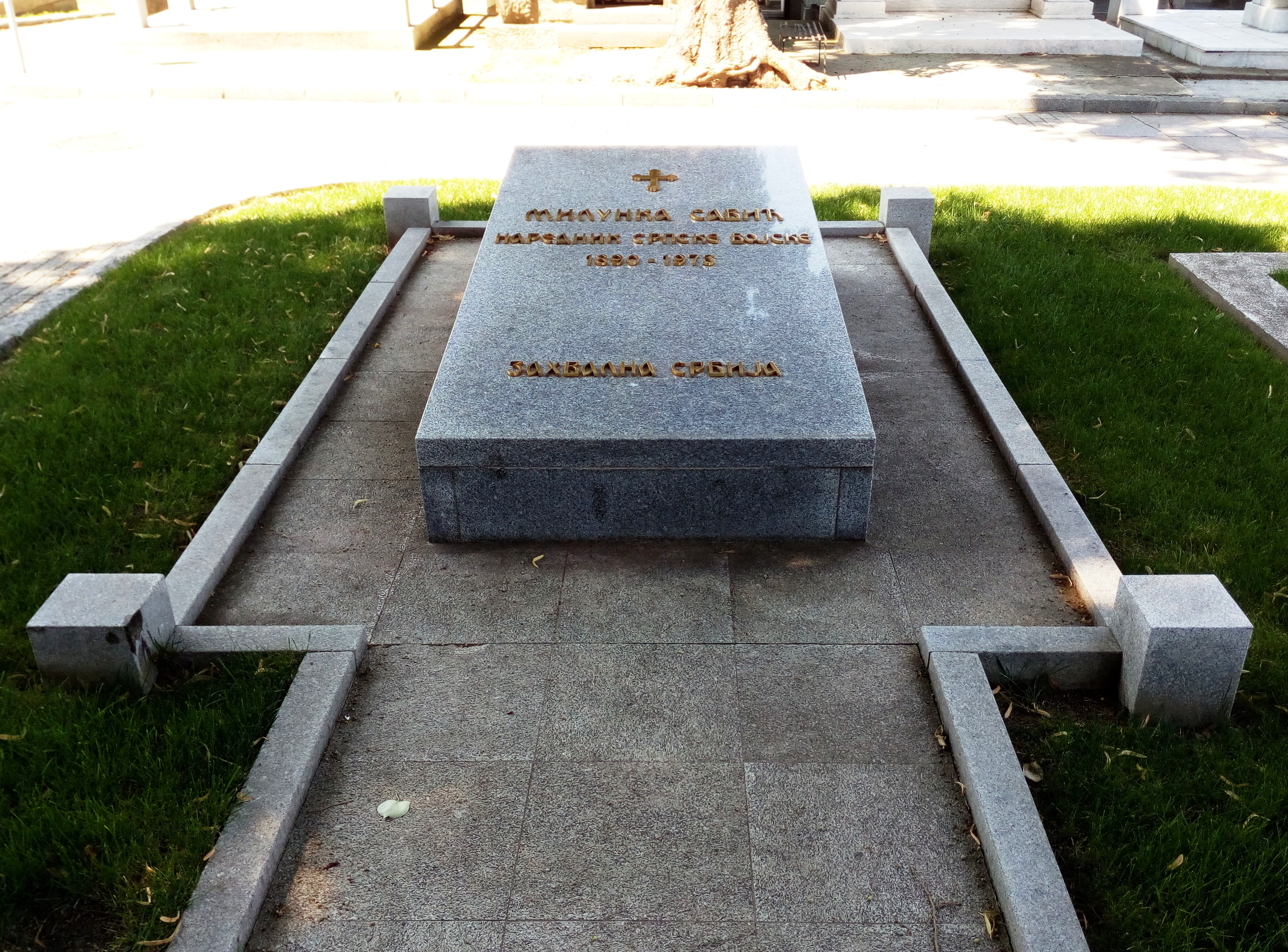
Надгробний пам'ятник на Новому цвинтарі у Белграді.

У Вождоваце вулиця, на якій розташований будинок Савич, носить ім'я героїні Першої світової війни, встановлена пам'ятна дошка. У Йошаничка-Бані встановлено пам'ятник в натуральну величину скульптора Любиші Манчича. Втім, онук Савич стверджує, що скульптор не розмовляв з родичами під час виготовлення пам'ятника, тому зображена жінка не схожа на Мілунку. У Белграді є вулиця Мілунки Савич. 
Останки Савич були перенесені з сімейного кладовища на Алею Велетнів лише 10 листопада 2013р. За деякими даними, перепоховання здійснювалося під виконання пісні «Тамо далеко» з усіма належними військовими та державними почестями, що не зовсім відповідає істині: почесті як такі не виявлялися, але на похоронах з промовами про Савич виступали офіцери Югославської народної армії і члени спільнот ветеранів. Об'єднання солдатів-добровольців, які брали участь у війнах 1912—1918 років, в особі дітей і онуків надали посмертно Мілунці Савіч звання почесного члена об'єднання.
Вулиці Мілунки Савич є в таких містах, як Валево, Зренянін, Ягодина, Кралєво, Косьерич, Крушевац, Младеновац, Ніш, Парачин, Шабац, Степановичево та Йошаничка-Лазня.
Радіо і телебачення Сербії у жовтні 2013 року показало на державних телеканалах документальний фільм Слачани Заріч і Івани Стівенс про Савич. У Військовому музеї Белграда відкривалася мультимедійна виставка, присвячена військовослужбовцям: вона тривала з вересня по жовтень 2013 року. 28 січня 2014 року Міленко Павлов представив свій фільм «Почесний легіон — Мілунка Савич», прем'єрний показ відбувся в кінотеатрі «Академія 28» в Белграді.